# Jock Lewes
Pour les articles homonymes, voir Jock et Lewes (homonymie).
Le lieutenant John "Jock" Steel Lewes (parfois orthographié Lewis) est le cofondateur du Special Air Service, avec David Stirling et Paddy Mayne.

## Biographie
Né le 21 décembre 1913 à Calcutta, sujet australien, il rejoint l’Angleterre pour étudier à l’université d'Oxford. Sportif accompli, président du Club d'aviron, il contribue largement, en 1937, à la victoire d'Oxford contre Cambridge, mettant ainsi fin à une série de 13 défaites consécutives. Il séjourne ensuite à Berlin où il est séduit par l'Allemagne nazie. La nuit de Cristal, en 1938, lui fait comprendre la véritable nature du régime.
Sous-lieutenant de l’Armée territoriale de la Rifle Brigade, il est versé dans les Welsh Guards le 28 octobre 1939. 

En 1941, David Stirling et Jock Lewes sont tous deux sous-lieutenants du bataillon B (Commando no 8 du lieutenant-colonel Daly), de la Layforce du général Robert Laycock. À la dissolution de leur unité ils créent le SAS.
Lewes dessine l'insigne du brevet parachutiste SAS en s'inspirant d'un ibis d'une fresque égyptienne. Le bleu foncé rappelle la couleur de l’université d’Oxford et le bleu clair la couleur de l’université de Cambridge.
L’explication est la suivante : les deux jeunes lieutenants des SAS, John Lewes et Thomas Bennett Langton (MC-1943) avaient été membres de l’équipe d’aviron, respectivement d’Oxford et de Cambridge.
Ce brevet est cousu en haut de la manche droite de l’uniforme de tout militaire membre d’une unité SAS. Après un saut opérationnel, il est cousu au-dessus des décorations, à gauche de la poitrine.
Lewes est aussi l’inventeur de la bombe incendiaire dite bombe Lewis.
Le lieutenant Lewes meurt en opérations en Libye, mitraillé par un chasseur allemand au retour d'un raid des SAS contre l'aérodrome de Nofilia (61 avions détruits), le 30 décembre 1941, à l’âge de 28 ans.
Stirling a dit de lui : " Jock Lewes aurait très sincèrement pu se déclarer, plus que moi, le véritable créateur des SAS. ", sa mort prématurée en opération ayant en effet occulté son rôle dans la création de cette unité d’élite.

## Héritage
Il est interprété par Alfie Allen dans la série historique télévisée de la BBC 2022 SAS: Rogue Heroes